# روغنی (کنارک)
روغنی (کنارک)، روستایی از توابع بخش مرکزی شهرستان کنارک در استان سیستان و بلوچستان ایران است.

## جمعیت
این روستا در دهستان کهیر قرار دارد و براساس سرشماری مرکز آمار ایران در سال ۱۳۸۵، جمعیت آن ۳۰ نفر (۵خانوار) بوده‌است.